# ラバ
ラバ（騾馬、英語: Mule、ラテン語: Mulus）は、雄のロバと雌のウマの交雑種の家畜である。北米、アジア（特に中国）、メキシコに多く、スペインやアルゼンチンでも飼育されている。
逆の組み合わせ（雄のウマと雌のロバの配合）で生まれる家畜をケッテイ（駃騠、英語: Hinny）と呼ぶが、ケッテイと比べると、ラバは育てるのが容易であり、体格も大きいため、より広く飼育されてきた。
家畜として両親のどちらよりも優れた特徴があり、雑種強勢の代表例である。

## 特徴
体が丈夫で粗食に耐え、病気や害虫にも強く、足腰が強く脚力もあり、蹄が硬いため山道や悪路にも適す。睡眠も長く必要とせず、親の馬より学習能力が高く調教を行いやすい。とても経済的で頑健で利口な家畜である。
唯一の欠点として、「stubborn as a mule（ラバのように頑固）」という慣用句があるように、怪我をさせたり荒く扱う等で機嫌が悪くなると、全く動かなくなる頑固で強情な性格がロバから遺伝している。それ以外は、大人しく臆病で基本従順である。他では、馬よりは駆け足の速さが劣るぐらいである。
鳴き声は馬ともロバとも異なるが、ややロバに似る。
繁殖力はない。その理由として、ウマとロバの染色体数が異なるからだと考えられている。ただ、発情期はあり、理論上は妊娠可能である。胚移植したように自然に妊娠する例も稀ではあるが存在する。

### 外観
大きさや体の色はさまざまである。耳はロバほど長くない。頸が短く、たてがみは粗い。

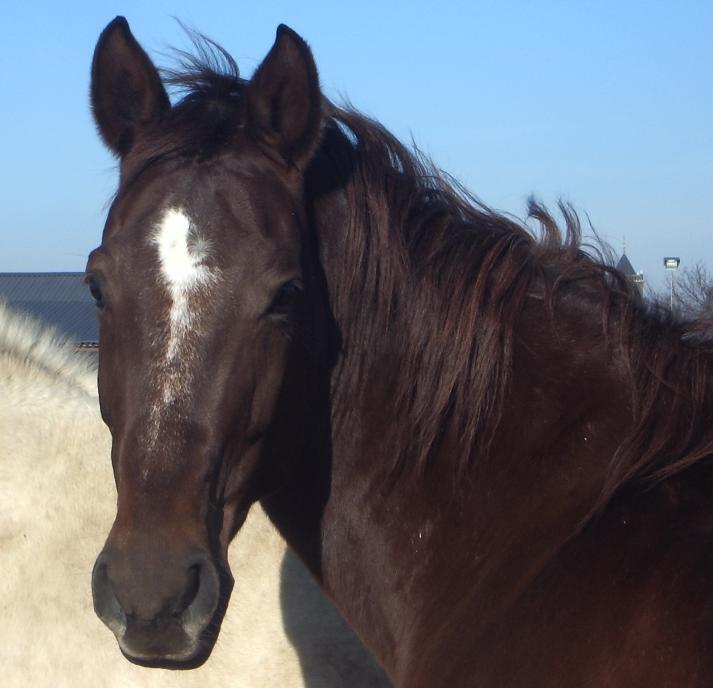
馬の顔を正面から
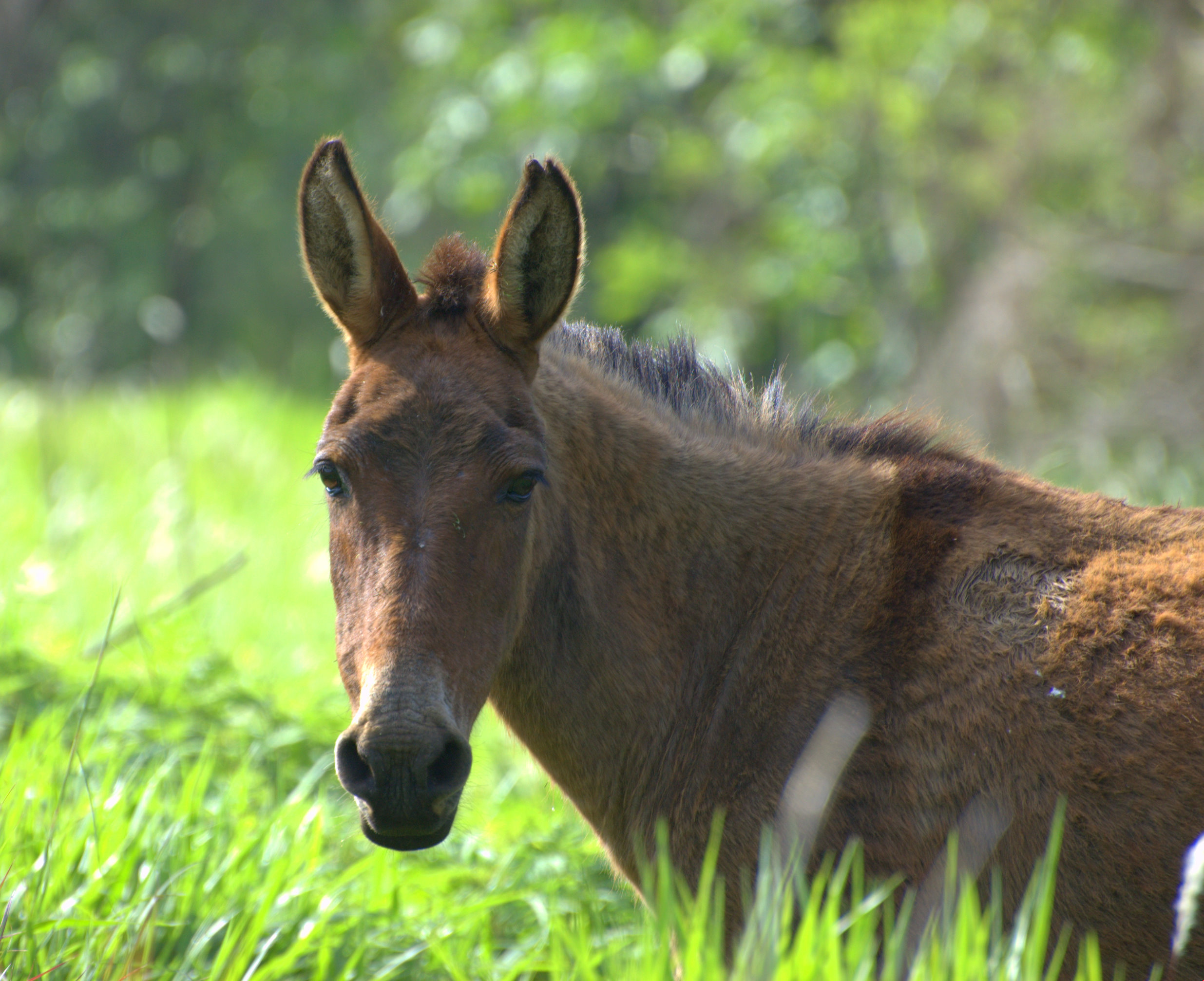
ラバの顔を正面から
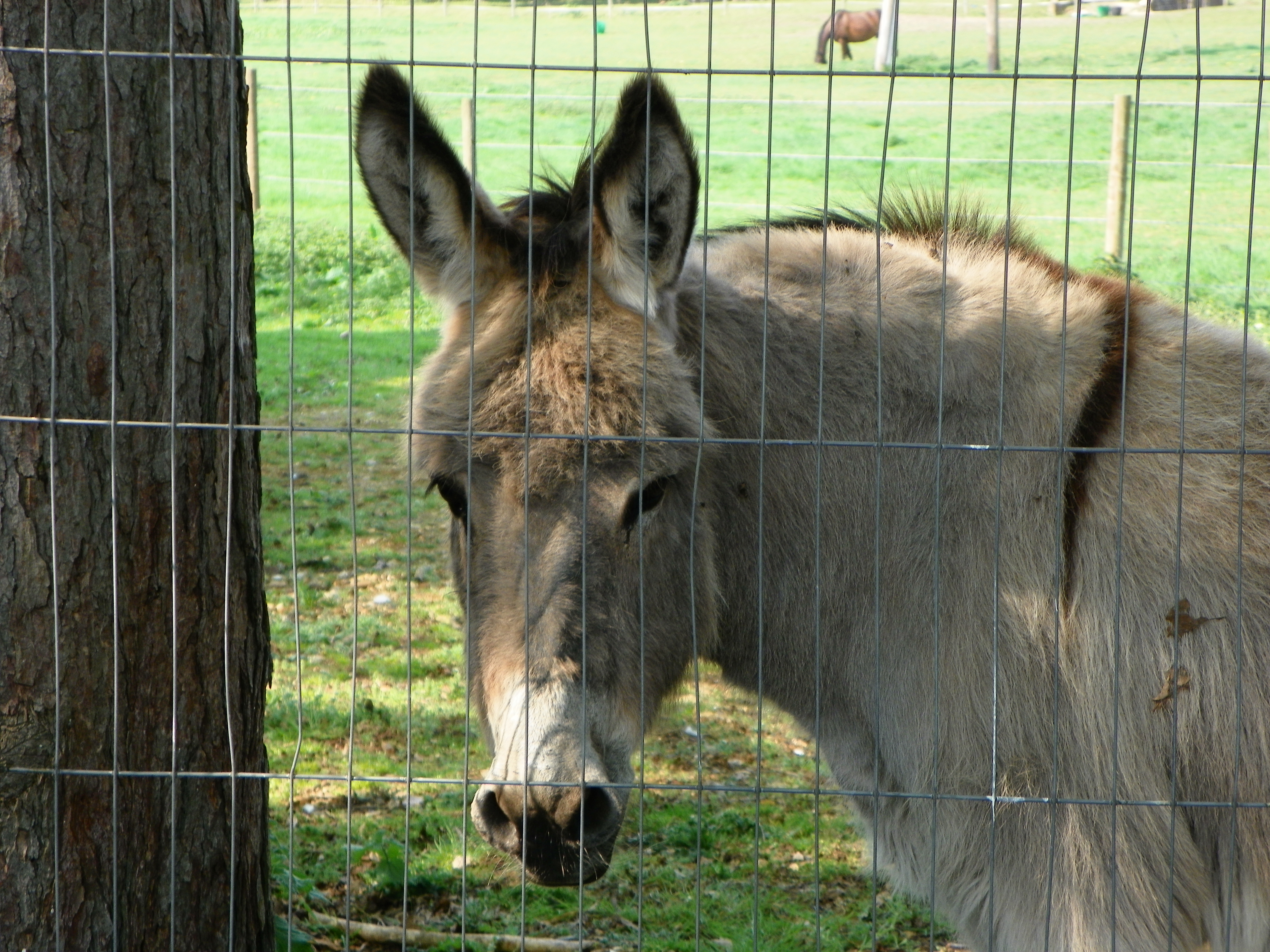
ロバの顔を正面から

## 歴史

### 古代
ラバは紀元前3000年から、2100年と1500年との間頃には、エジプトで知られていたと考えられている。ファラオがシナイに鉱山労働者を送る際、ラクダではなくラバで送ったという岩の彫刻が残っている。エジプトのモニュメントには、ラバにチャリオットを引かせる絵が残っており、当時から輸送に関わっていた事が分かる。
黒海沿岸の（現代のトルコの北部と北西部の部分）パフラゴニアとニカイアの住民が、ラバの繁殖を最初に行ったと言われている。
古代における重要性は高く、ヒッタイトが隆盛を誇っていた頃は戦車用の馬の3倍の価値があった。紀元前3千年紀のシュメールの文書によれば、ロバの7倍の20～30シェケル、エブラでは平均60シェケルの高値で取引されていた。古代のエチオピアでは至上の動物として扱われ、聖書に登場するダビデ王はソロモンら王子の乗る動物に「ロイヤルビースト」としてラバを薦め、自らも愛用した。それらを含め旧約聖書の中でラバの記述は17回登場する。
ローマ帝国でも回復力が高いラバは駄獣として駅伝制度クルスス・プブリクスなどで重用された。また、力が強く多頭の輓用にも向いたラバはローマ軍の前線補給など、短距離輸送に活躍した。ウマ同様に騎乗用として用いられることも多かった。

### 18世紀前半
中世ヨーロッパ、巨大な馬に重装甲騎士が跨っていた頃、ラバには聖職者と階級の高い紳士が跨っていた。
18世紀になると、ラバの繁殖がスペイン、イタリア、フランスで一大産業となり、フランスのポワトゥー州では毎年50万頭生産された。地元の大型ロバ・ポワトゥー種が畑作業で重宝する重牽引ラバの片親として適していた為である。
より大きく、強力なロバの品種改良がカタルーニャとアンダルシアで進められた直後から、スペインはラバ繁殖業界のトップグループに並んだ。スペイン帝国では、雌ラバは乗馬用に、雄ラバは銀山の輸送用として重宝されるだけでなく、国境警備にも用いられ、各前線哨戒基地や農園では独自に繁殖が行えるよう最低一匹種ロバが確保された。

### 18世紀-20世紀前半
18世紀後半まで、イギリスとアメリカで本格的なラバの繁殖は行われていなかった。アメリカはコロンブスが馬とロバを持ち込み繁殖させたが、探査用として使われ小型であった。
アメリカ独立戦争の後、ジョージ・ワシントンは農場で使用できる、より大きな、より強力なラバを開発するためのプログラムを開始した。
彼は大型種の繁殖を望んでいたが、スペインは強力なアンダルシア種ロバの輸出と所有を禁じていた。ワシントンはスペイン帝国カルロス3世に親書を送り、大型種ロバの輸出許可を願い出た。これを受け1785年10月ボストンに入港した船にはジョージ・ワシントン宛にカルロス3世から、『ロイヤルギフト』と命名されることになる純血の大型種ロバ4歳が送られた。
1786年、ワシントンと親交のあったフランスのラファイエットから、数頭の雌ロバと一緒に黒いマルタ島の雄ロバ『マルタの騎士』が送られた。後世、アメリカで飼育されているラバとロバの品種は、このアンダルシア種とマルタ種の混血『compound（化合物）』と名付けられたロバ達からなり、今日の「世界一背の高いロバ」としてギネス認定された『アメリカン・マンモス・ジャックストック種』の始まりとなった。
ワシントンは、計画から15年もかからずにマウントバーノンに58匹のラバを抱え、1786年フィラデルフィア・ジャーナルに『compound』種の種提供の宣伝を行った。他のロバの種付けの1/3の値段で行われ、この提供によって生まれたラバは南部農業の基幹となるラバの先駆者となった。
1808年、米国には推定6600万ドル相当の推定855000匹のラバが存在した。馬と牛を所有し、用途によって使い分けていた北部の農民は使うのを躊躇ったが、南部ではラバは人気があった。2匹のラバで簡単に1日16エーカーを耕すことが可能となっただけでなく、作物を収穫し市場へ運ぶのにも重宝した。その後もスペインからロバを輸入して、1850年と1860年の10年間に国のラバの数は倍増した。1889年単独で15万頭以上のラバが生まれ、農業用の全ての馬と置き換わることとなった。
1897年、ラバの数は1億30万ドル相当の220万頭に拡大した。1923年に、米国農務省は「ミュールプロダクション」というタイトルの農業情報誌1311号を発行した。ラバの属性を説明し、1800年代に研究されたラバの繁殖法について説明し提供した。

### 近代

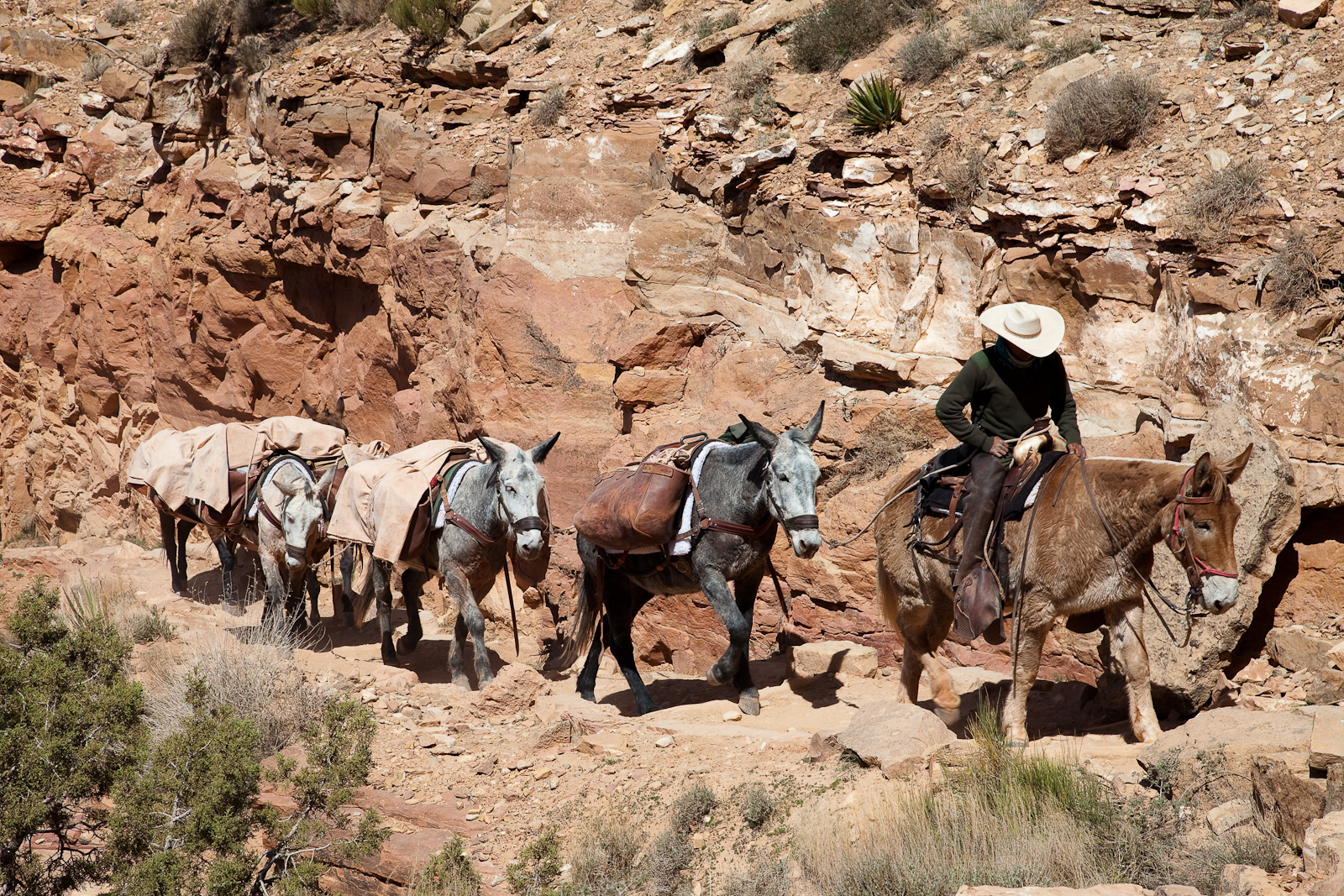
グランドキャニオンのキャンプで荷運びをする多頭繋ぎのラバ（2009年）

内燃機関の登場で軍を去ったラバは農場に迎えられた。しかし、第二次世界大戦中、信頼性の高い農業用ラバ導入が試みられたが、農村にも内燃機関の波が押し寄せていた。
先進国では平地の農耕はトラクター、輸送はトラックに置き換わったが、ウィルソン山天文台の建設や軍事の分野など急勾配での貨物運送では現代でも利用されている。アメリカでは、シエラネバダ山脈やノース・カスケード国立公園などでラバが活用されている姿を見ることが出来る。
趣味の世界である高級な馬のショーでは、どの分野でも活躍している。

## 軍事
モータリゼーション、電撃戦の普及する以前、戦争で重要な役割である火砲や物資輸送等の兵站に関わっていた。ナポレオン一世は騎兵の運用について天才的な戦史をいくつも残した人物だが、当人は乗馬が下手なのかラバに乗っていたとされるほか、ラバを砲兵隊で大砲を曳く馬として大量に使っていたという。ナポレオンは、砲兵の出身であるため、ラバを扱い慣れていたと考えられている。
モータリゼーションの時代を迎え、その役割の多くをヘリコプターや車両などが担っているが、それらが侵入できないアフガニスタンのような山岳地域等への物資輸送として活用されている。

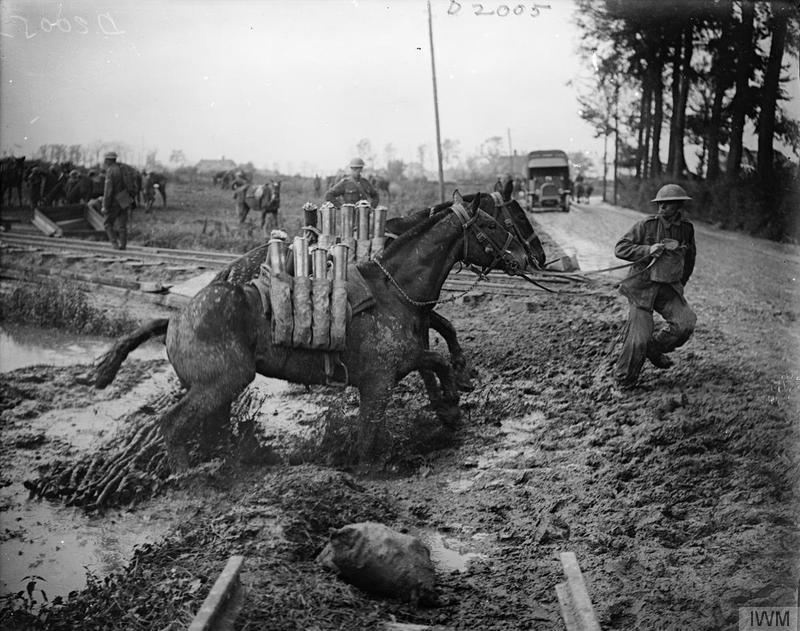
第一次世界大戦で兵站に用いられたラバが野砲の弾薬を運ぶ様子
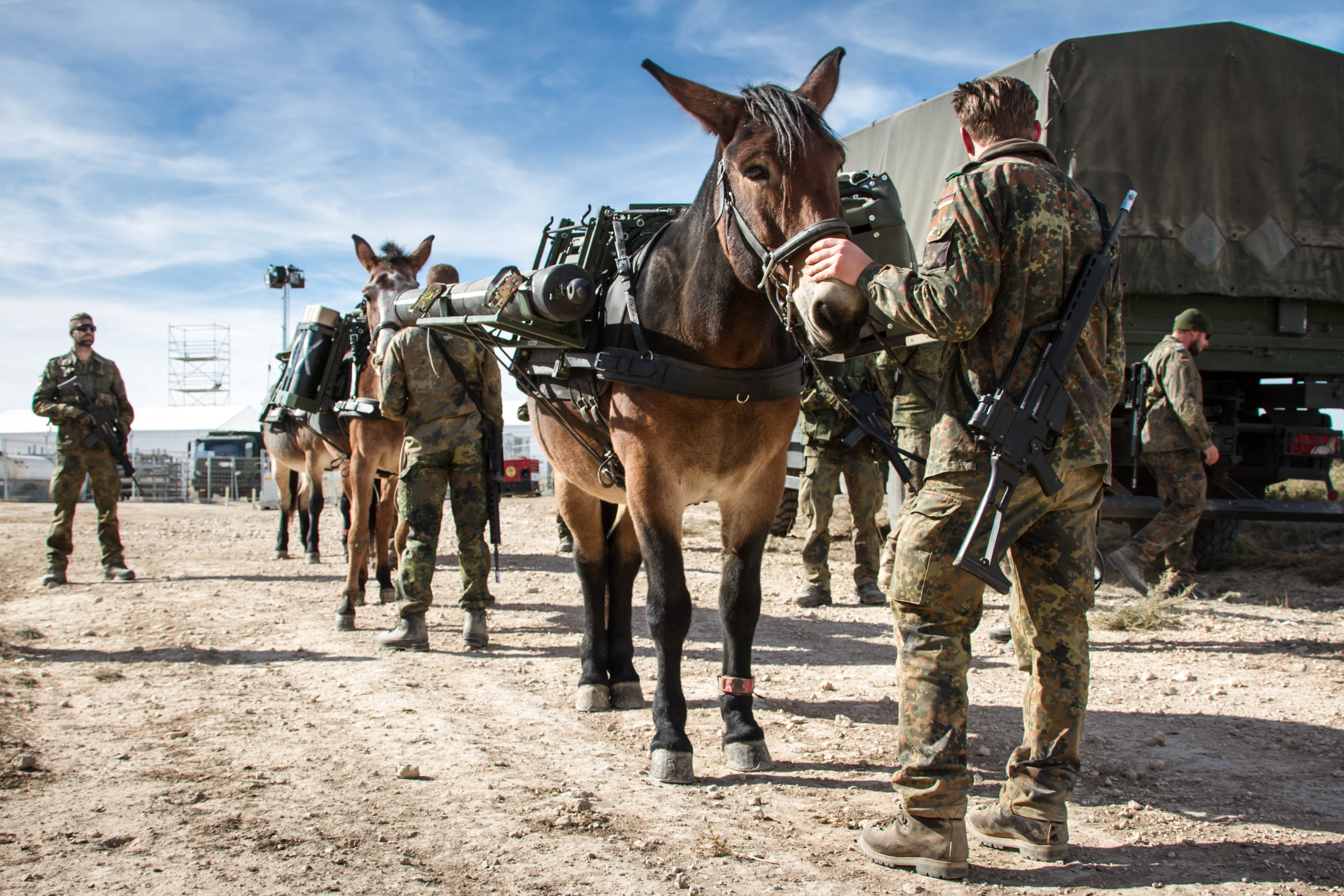
ドイツ連邦陸軍第230輜重駄獣運用教育センター所属のラバ、分解された迫撃砲を駄送する状況（2015年）

アメリカ陸軍は歴史的に早くから兵站の大半を機械化したが、寄贈された複数のラバが「Army Mules」（en）と名付けられたマスコットとして陸軍士官学校に所属し、陸軍や士官学校の関係するスポーツイベントなどに登場する伝統がある。また、陸軍士官学校所属のラバのマスコット着ぐるみ「 Blackjack the Mule 」は海軍兵学校の山羊の着ぐるみ「 Bill the Goat 」（en）と共にイベントを盛り上げている。
陸軍士官学校ウェストポイントと海軍兵学校のフットボールの試合に並行して、海軍兵学校のマスコットヤギの巧妙な誘拐作戦が行われるのは1953年からの伝統である。しかし1991年に一度だけ、それまでのうっ憤を晴らすべく海軍兵学校は、4匹のラバ（スパルタカス、トラベラー、トルーパー、レンジャー）の誘拐作戦を行った。

## 食用
ラバ肉は、中国で特に生産され、次いでスペインで少量生産されている。世界全体で、約350万頭のロバとラバが食肉処理されている。

## 文学
欧米では農業や交易や軍事にと、人の営みに近い場所で使われる事が多かった為、よく作中に登場する。
- 坂の上の雲（司馬遼太郎）
- 死者の博物誌（アーネスト・ヘミングウェイ）
- グリム童話
- イソップ童話:ラバとロバ、二匹のラバ
- 運び屋（原題: The Mule） - 2018年のクリント・イーストウッド主演の映画。
- 20頭引きホウ砂輸送隊（Twenty Mule Team、Twenty-Mule-Team Borax. 1883～1889年） - デスヴァレーから石鹸の材料になるホウ砂を運んだ輸送隊（正確には18頭のラバと2頭の馬）。1940年にこの輸送隊を題材として映画化された。
- ファウンデーションシリーズ（アイザック・アシモフ） - 主要登場人物のひとり「ザ・ミュール」は性的不能者である事から自らそう名乗っている。
- 外国語のことわざと慣用句
  - He who wants a mule without fault, must walk on foot.（欠点の無いラバが欲しければ、歩くしかない。） - 「どんなに優秀なラバでも、欠点はある」つまり、「欠点の無い人間は居ない」という反語。
  - cum mula peperit（ラテン語：ラバが子供を産んだ時）- ありえない事が起きたときの例え。